# 愛知県道432号小松田口線
愛知県道432号小松田口線（あいちけんどう432ごう こまつたぐちせん）は、愛知県北設楽郡設楽町内を通る一般県道である。

## 概要

### 路線データ
- 起点：愛知県北設楽郡設楽町小松
- 終点：愛知県北設楽郡設楽町田口
- 延長：約3.6 km

## 沿革
- 1959年12月15日：認定
  - 旧路線名称は小松三河田口停車場線

## 路線状況

### 交通規制
- ほぼ全線にわたり最大幅2.2m規制。

### 通行上の注意
- 落石注意。斜面から転がり落ちた岩石が多く通行に注意を要する。落石以外にも樹木の枝や落ち葉などの堆積に注意。
- 森林に覆われて常に日光が当たりにくく、路面が濡れている箇所は注意。とくに二輪車は注意して通行する。

### 設楽ダムの影響
現在建設予定の設楽ダム完成により、当県道はその全線が完全に水没する予定であり、付替道路が建設される。
また、
- 建設期間中、工事の作業用道路として使用されることがある。
- 沿線の集落や河川等の自然が水没する。設楽大橋も水没する。
- 終点の三河田口停車場跡も完全に水没する。

## 地理

### 交差する道路
- 愛知県道10号設楽根羽線（伊那街道）（設楽町小松：2023年現在国道257号交点まで通行止）
- 国道257号（設楽町川向）
- 愛知県道33号瀬戸設楽線（設楽町大名倉・設楽町田口間で重複：2021年4月より県道432号は大名倉・境橋北詰で終点）
- 設楽町道8号田口松戸線（設楽町田口：2021年4月より同区間は県道認定解除）
- 設楽町道143号平野松戸線（設楽町田口：設楽ダム工事進捗のため、2019年（令和元年）10月1日より通行止）
- 国道257号・国道473号（設楽町田口：2021年4月より同区間は県道認定解除）

### 沿線
- 国道257号設楽大橋：国道接続後アンダークロス
- 豊橋鉄道田口線 三河田口駅（廃駅）